# Craig Walton
Pour les articles homonymes, voir Walton.
Craig Walton né le 10 octobre 1975 à Ulverstone est un triathlète professionnel australien, champion d'Australie sprint en 2007.

## Palmarès en triathlon
Le tableau présente les résultats les plus significatifs (podium) obtenus sur le circuit international de triathlon depuis 1995,.
| Année | Compétition                               | Pays             | Position           | Temps           |
| ----- | ----------------------------------------- | ---------------- | ------------------ | --------------- |
| 2007  | Noosa Triathlon                           | Australie        | Médaille d'or      | 1 h 48 min 46 s |
| 2007  | Championnat d'Australie sprint            | Australie        | Médaille d'or      | Timing          |
| 2006  | Noosa Triathlon                           | Australie        | Médaille d'or      | 1 h 47 min 46 s |
| 2004  | Noosa Triathlon                           | Australie        | Médaille d'or      | 1 h 47 min 5 s  |
| 2003  | Coupe du monde - l'étape de Geelong       | Australie        | Médaille d'or      | 1 h 55 min 19 s |
| 2003  | Noosa Triathlon                           | Australie        | Médaille d'or      | 1 h 44 min 50 s |
| 2002  | Coupe du monde - l'étape de Tiszaújváros  | Hongrie          | Médaille d'or      | 1 h 45 min 3 s  |
| 2002  | Coupe d'Europe - l'étape de Genève        | Suisse           | Médaille d'or      | 2 h 3 min 27 s  |
| 2002  | Championnat d'Océanie                     | Nouvelle-Zélande | Médaille d'argent  | 1 h 55 min 6 s  |
| 2002  | Noosa Triathlon                           | Australie        | Médaille d'or      | 1 h 46 min 38 s |
| 2002  | Wildflower Triathlon                      | États-Unis       | Médaille d'argent  | Timing          |
| 2002  | Ironman Californie                        | États-Unis       | Médaille de bronze | 8 h 39 min 44 s |
| 2000  | Championnat du monde                      | Australie        | Médaille de bronze | 1 h 51 min 58 s |
| 2000  | Coupe du monde - l'étape de Corner Brook  | Canada           | Médaille d'or      | 1 h 55 min 52 s |
| 2000  | Canberra Half Ironman Triathlon           | Australie        | Médaille d'or      | 3 h 54 min 18 s |
| 1999  | Coupe du monde - l'étape de Corner Brook  | Canada           | Médaille d'or      | 1 h 54 min 12 s |
| 1999  | Coupe du monde - l'étape de Noosa         | Australie        | Médaille de bronze | 1 h 44 min 24 s |
| 1998  | Coupe du monde - l'étape d'Auckland       | Nouvelle-Zélande | Médaille de bronze | 1 h 48 min 25 s |
| 1998  | Coupe du monde - l'étape de Corner Brook  | Canada           | Médaille d'or      | 1 h 58 min 45 s |
| 1998  | Coupe du monde - l'étape de Sydney        | Australie        | Médaille d'argent  | 1 h 50 min 31 s |
| 1997  | Coupe du monde - l'étape de Tiszaújváros  | Hongrie          | Médaille d'or      | 1 h 46 min 19 s |
| 1997  | Noosa Triathlon                           | Australie        | Médaille d'or      | 1 h 44 min 13 s |
| 1996  | Coupe du monde - l'étape de Noosa         | Australie        | Médaille de bronze | 1 h 47 min 8 s  |
| 1996  | Coupe du monde - l'étape de Sydney        | Australie        | Médaille d'argent  | 1 h 47 min 33 s |
| 1995  | Coupe du monde - l'étape de Drummondville | Canada           | Médaille de bronze | 1 h 45 min 4 s  |